# Gnophos porphyratus
Gnophos porphyratus är en fjärilsart som beskrevs av Hans Zerny 1935. Gnophos porphyratus ingår i släktet Gnophos och familjen mätare. Inga underarter finns listade i Catalogue of Life.